# Begonia × amabilis
Begonia × amabilis é uma espécie de Begonia.